# Làng Giàng
Làng Giàng là một xã thuộc huyện Văn Bàn, tỉnh Lào Cai, Việt Nam.
Xã Làng Giàng có diện tích 29,78 km², dân số năm 1999 là 3.139 người, mật độ dân số đạt 105 người/km².

## Lịch sử
Ngày 8 tháng 3 năm 2024, UBND tỉnh Lào Cai ban hành Quyết định số 431/QĐ-UBND về việc công nhận đô thị Khánh Yên là đô thị loại V.